# Kostandin Kristoforidhi
Kostandin Nelko (22 de mayo de 1827 – 7 de marzo de 1895), también conocido como Kostandin Kristoforidhi o como Constantine Christophorides, fue un traductor y erudito albanés. Es conocido principalmente por haber traducido el Nuevo Testamento al albanés por primera vez en el dialecto albanés ghego en 1872. También escribió una traducción al dialecto albanés tosco en 1879, mejorando así la versión tosca de 1823 de Vangjel Meksi. Al proporcionar una traducción en ambos dialectos, tiene el mérito de sentar las bases de la unificación de las dos variantes en una lengua nacional. Sabía albanés (dialectos tosco y guego), griego, latín, hebreo, inglés, italiano, turco, búlgaro, árabe, francés y alemán.

## Vida
Nacido en Elbasan, estudió desde 1847 en el colegio griego Zosimea de Ioánina, donde se hizo amigo de Johann Georg von Hahn, al que ayudó a aprender albanés y a escribir un diccionario alemán-albanés. En 1856 o 1857 se unió a una iglesia protestante en Esmirna después de su conversión al protestantismo, convirtiéndose así en el primer protestante albanés conocido.
En 1857 viajó a Estambul, donde redactó un Memorándum para la lengua albanesa. Hasta 1860 permaneció en Malta, en un seminario protestante, en donde terminó la traducción del Nuevo Testamento en los dialectos tosco y guego. En concreto, para la versión guega del Testamento, recibió la ayuda de Nikolla Serreqi, de Shkodër, quien, al igual que Nelko, también defendía el uso del alfabeto latino, pues ya había sido utilizado por los primeros escritores de la literatura albanesa.
Posteriormente, se trasladó a Túnez, donde trabajó como profesor hasta 1865, cuando un representante de la Sociedad Bíblica Británica y Extranjera lo contrató para trabajar para la compañía, con el fin de escribir traducciones de la Biblia al albanés. Publicó en 1866 la primera traducción al guego de los cuatro evangelios y los Hechos de los Apóstoles; posteriormente, durante muchos años continuó su trabajo, publicando en los dialectos tosco y guego Los Salmos (1868, 1869); El Nuevo Testamento (1879, 1869), el Génesis y el Éxodo (en tosco, 1880); Deuteronomio (en tosco, 1882); Los Proverbios y el Libro de Isaías (en tosco, 1884).
Nelko se convirtió en miembro del Comité Central para la Defensa de los Derechos Albaneses (fundado en 1877), que era un grupo de la intelectualidad albanesa con sede en Estambul, que abogaba por la integridad territorial y la unidad de las zonas habitadas por albaneses en el Imperio Otomano. Durante la Gran Crisis Oriental, Nelko criticó a algunos notables de la Liga de Prizren y consideró que sus acciones se basaban en el interés propio, y en la preservación del poder del sultán y del "dominio musulmán" en lugar de en el interés nacional.
Para Nelko, el desarrollo de la lengua albanesa era importante para la preservación del pueblo albanés y dedicó gran parte de su vida a estudiar y registrar la lengua viajando por toda Albania para recopilar material. El resultado de esos esfuerzos fue su obra más importante, el Diccionario de la lengua albanesa (en griego: Λεξικόν της Αλβανικής Γλώσσης) – (en albanés: Fjalori i Gjuhës Shqipe), que se publicó en griego y en Atenas (Grecia), en 1904, 25 años después de que lo hubiera redactado Nelko y nueve años después de su muerte.